# Battaglia di Karpenisi
La battaglia di Karpenisi ebbe luogo vicino alla città di Karpenisi (in Euritania, Grecia centrale) la notte del 21 agosto 1823, fra dei battaglioni dell'esercito rivoluzionario greco  e delle truppe ottomane.

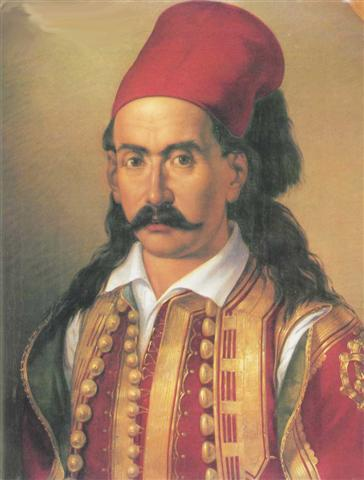
Markos Botsaris, che guidò l'attacco contro l'accampamento ottomano.

Dopo la sconfitta ottomana del 1822, il sultano Mahmud II ideò un piano per invadere la Grecia nel 1823. Un esercito era destinato ad invadere il Peloponneso, non dal lato orientale della Grecia centrale, ma dal suo lato occidentale e da Patrasso. Il comando di questa spedizione fu assunto dal pascià albanese di Scutari, Mustafa Bushati. Mustafa radunò il suo esercito a Ocrida, composto da 10000 mercenari albanesi  (secondo altre fonti erano 8000 o 13000). Nel mese di luglio, le forze ottomane si diressero a sud, ma invece di proseguire in linea retta, da Giannina a Missolungi, si spostarono in diagonale, arrivando a Trikala e continuando la loro marcia attraverso il Pindo, e si accamparono infine a Karpenisi.
La prima resistenza contro la campagna di Mustafa Pasha fu portata avanti dal capitano Suliote Markos Botsaris. Quest'ultimo si trasferì da Missolungi a Karpenisi con 350 uomini. Sulla strada per Karpenisi convinse altri rivoluzionari greci a seguirlo e alla fine riuscì a radunare 1200 soldati. Le sue forze, tuttavia, erano troppo piccole per affrontare l'esercito di Mustafa Pasha in battaglia aperta, così Botsaris convinse gli altri rivoluzionari ad assaltare il campo dei loro avversari durante la notte. Due giorni prima dell'assalto greco, un'unità di spie fu inviata da Botsaris, che si infiltrò ed esplorò le posizioni dei nemici senza essere notato.

## Battaglia
A mezzanotte del 21 agosto 1823, Markos Botsaris assaltò l'accampamento ottomano, credendo che la sorpresa avrebbe assicurato la vittoria sull'esercito più numeroso di Mustafa. Gli uomini di Botsaris, anche se alla fine non furono sostenuti dalla maggior parte dei rivoluzionari greci, riuscirono a provocare il panico nel campo ottomano e inflissero gravi perdite. Lo stesso Botsaris fu ferito all'addome, ma continuò a guidare le sue forze. Successivamente, Botsaris alzò la testa sopra una recinzione muraria in cui erano fortificati molti dei suoi nemici, ma fu ucciso a colpi di arma da fuoco. I suoi uomini nascosero la sua morte e continuarono la battaglia fino all'alba. Alla fine i rivoluzionari si ritirarono senza fermare la spedizione di Mustafa Pasha, ma saccheggiarono quasi 700 pistole, 1000 moschetti e una grande quantità di cavalli, muli e pecore. L'esercito di Mustafa perse quasi 1000 uomini mentre i greci subirono perdite minime. 
Il cadavere di Botsaris fu trasferito a Missolungi, dove fu sepolto con grandi onori. Dopo la battaglia di Karpenisi, le forze albanesi ottomane si mossero contro Missolungi e la assediarono. Tuttavia, alla fine furono sconfitti e Mustafa Pasha si ritirò in Albania nel dicembre 1823.